# Рассел Дотерман
Рассел Дотерман (англ. Russell Dauterman) — американський художник коміксів, відомий роботою над «Supurbia» від Boom! Studios, коміксами про Найтвінґа для DC Comics і коміксами про Тора для Marvel Comics. 

## Біографія
Випускник Бостонського коледжу, Рассел здобув ступінь магістра в галузі дизайну костюмів та ілюстрації в Каліфорнійському університеті в Лос-Анджелесі. До початку своєї кар'єри в коміксах Рассел працював у кіноіндустрії як художник костюмів. 
У липні 2014 року видавництво Marvel Comics оголосило, що Дотерман буде працювати художником для комікс-серії про Тора зі сценаристом Джейсоном Аароном. Комікс «The Mighty Thor» дебютував у жовтні того ж року й зобразив жіночу версію Тора. 
Робота Рассела над «Thor» дебютувала на першому місці у списку бестселерів New York Times для графічних романів і була номінована на премію Ейзнера в категорії «Найкраща тривала серія». У 2018 році Marvel Comics включила Рассела у список «Юна зброя», як одного з найпомітніших художників.
Останнім часом Рассел працював над коміксами Marvel про Людей Ікс, як художник обкладинки «Marauders», як художник обкладинки «Giant-Size X-Men» (разом зі сценаристом Джонатаном Гікманом), а також як дизайнер персонажів для події «Hellfire Gala».
Рассел Дотерман співпрацював з такими видавництвами: Marvel Entertainment, DC Comics, BOOM! Studios, Image Comics, Valiant Entertainment, ESPN The Magazine, Empire.

### Вибрані твори

#### Художник обкладинки
У списку перелічуються основні та варіантні обкладинки коміксів.

##### Marvel Comics
- A-Force (2015) #1
- All-New Guardians of The Galaxy (2017-2018) #4
- Amazing Spider-Man (2015-2018) #801
- Avengers (2016-2018) #678
- Avengers (2018-) #23
- Black Panther (2018-) #2
- Captain Marvel (2019-) #23, 35, 35
- Avengers Forever (2021-) #1, 2
- Excalibur (2019-) #18
- Hellions (2020-) #13
- Inferno (2021) #3
- S.W.O.R.D. (2020-) #8
- X-Men (2019-2021) #1
- Darkhawk: Heart of The Hawk (2021) #1
- Death of The Inhumans (2018) #1
- Demon Days: Rising Storm (2021) #1
- Eternals (2020-) #1
- Fantastic Four (2018-) #36
- Fantastic Four Antithesis (2020) #4
- Ghost-Spider (2019-2020) #3
- Giant-Size X-Men: Jean Grey + Emma Frost (2020) #1
- Giant-Size X-Men: Storm (2020) #1
- Hercules (2015-2016) #2
- Infinity Countdown (2018) #1
- Jean Grey (2017-2018) #3
- King in Black: Wiccan + Hulkling (2021) #1
- King in Black: Marauders (2021) #1
- Love Romances (2019) #1
- Marauders (2019-) #1-27
- Marvel Voices: Pride (2021) #1
- Star Wars: Mace Windu (2017) #1
- Star Wars: Darth Vader (2020-) #19
- S.W.O.R.D. (2020-) #2
- Symbiote Spider-Man: Alien Reality (2019) #1
- The Mighty Thor (2015-2018) #1-23, 700-706
- The Mighty Valkyries (2021) #1
- Thor (2014-2015) #1-8
- Thor (2018-2019) #1-2
- Thor. Том 3
- Valkyrie (2019-2020) #1
- War of The Realms (2019) #1
- Wolverine (2020-) #7
- X-Force (2019-) #1, 5
- X-Men (2019-) #13, 17
- X-Men (2021-) #1-4, 6-8
- Excalibur (2019-) #21
- Hellions (2020-) #12
- Marauders (2019-) #21
- New Mutants (2019-) #19
- Planet-Size X-Men (2021) #1
- S.W.O.R.D. (2020-) #6
- Way of X (2021) #3
- Wolverine (2020-) #13
- X-Corp (2021) #2
- X-Factor (2020-2021) #10
- X-Factor (2019-) #20
- X-Men (2019-2021) #21
- Excalibur (2019-) #21
- Hellions (2020-) #12
- Marauders (2019-) #21
- New Mutants (2019-) #19
- Planet-Size X-Men ((2021) #1
- S.W.O.R.D. (2020-) #6
- Way of X (2021) #3
- Wolverine (2020-) #13
- X-Corp (2021) #2
- X-Factor (2020-2021) #10
- X-Force (2019-) #20
- X-Men (2019-2021) #21
- X-Men Hellfire Gala: The Red Carpet Collection (2021)
- X-Men Legends (2020-) #1
- X of Swords: Creation (2020-) #1

##### Valiant Entertainment
- Punk Mambo (2014) #0
- Quantum + Woody (2013) #10
- Shadowman (2012-2014) #16
- Shadowman: End Times (2014) #3
- Unity (2013-2015) #10

##### BOOM! Studios
- Supurbia (2012) #4
- Supurbia (2012-2013) #1-5, 8, 10, 12

##### Image Comics
- The Wicked + The Divine (2014-2019) #33

## Фільмографія
- «Дівчина з тату дракона» (2011) — художник коміксів;
- «Перший месник» (2011) — художник коміксів.

## Нагороди
- 2014; Премія Ейзнера — номінація.